# Dentinho
Dentinho (* 19. Januar 1989 in São Paulo; eigentlich Bruno Ferreira Bonfim) ist ein brasilianischer Fußballspieler, der zuletzt beim Ceará SC unter Vertrag stand.

## Karriere

### Verein
Dentinho startete 2007 seine Profikarriere bei Corinthians São Paulo in der Série A. Er gab sein Debüt gegen SE Palmeiras und kurz darauf erzielte der Angreifer sein erstes Tor im Spiel gegen Fluminense Rio de Janeiro. Am Saisonende stieg der Verein jedoch ab. Unter den neuen Trainer Mano Menezes entwickelte sich Dentinho zum Stammspieler und bildete zusammen mit dem Argentinier Germán Herrera ein treffsicheres Sturmduo, dass das Team zum Gewinn der Campeonato Brasileiro Série B und damit zum sofortigen Wiederaufstieg führte. Beide Offensivspieler waren mit je 14 Toren beste Schützen ihres Klubs. Nachdem Herrera, der nur auf Leihbasis für Corinthians spielte, den Verein zur Spielzeit 2009 verließ, wurde Dentinho der erfahrene ehemalige Weltfußballer Ronaldo zur Seite gestellt. In diesem Jahr brach der Erfolg nicht ab und der Angreifer konnte mit seiner Mannschaft die Copa do Brasil gewinnen. Am 30. September 2009 verlängerte Dentinho seinen Vertrag bis 2013. Am 10. März 2010, nachdem sich die Mannschaft in der Vorsaison für die Copa Libertadores qualifizieren konnte, gelang dem Stürmer sein erster Treffer im eben genannten Wettbewerb in der Partie gegen Independiente Medellín. Vier Tage später am 14. März 2010 gewann Corinthians 2:1 am 14. Spieltag der Staatsmeisterschaft von São Paulo gegen den EC Santo André. Das 1:0 in der 3. Minute für Corinthians durch Dentinho war das 10.000 in der Geschichte des Klubs.
Im Mai 2011 wechselte Dentinho für eine Ablösesumme von etwa sechs Millionen Euro in die Ukraine zu Schachtar Donezk Sein Debüt bei dem Klub gab er in der Premjer-Liha 2011/12 am 10. Juli 2011, dem ersten Spieltag der Saison, gegen Obolon Kiew. In der Partie wurde er in der 58. Minute für Alex Teixeira eingewechselt. Am Saisonende konnte er mit dem Klub das Double feiern.
Zur Winter-Transferperiode 2013 gab Beşiktaş Istanbul die Verpflichtung von Dentinho auf Leihbasis bekannt. Die Ausleihe endete am 31. Dezember 2013 mit anschließender Kaufoption für neun Millionen Euro. Die Option wurde durch den türkischen Klub nicht gezogen und Dentinho kehrte zu seinem Stammklub zurück. Im November 2021 gab dieser das Vertrags mit dem Spieler bekannt.
Anfang März 2022 erhielt er einen neuen Vertrag beim Ceará SC. Sein Vertrag dort wurde jedoch ein halbes Jahr später wieder aufgelöst.

### Nationalmannschaft
Dentinho war Nationalspieler der U-20 Brasiliens. Mit dieser nahm er an den U-20-Fußball-Südamerikameisterschaft 2009, der U-20-Südamerikameisterschaft, teil, welche die Auswahl gewinnen konnte. Im Turnierverlauf gelang ihm jedoch nur ein Treffer.

## Erfolge
Corinthians
- Campeonato Brasileiro de Futebol – Série B: 2008
- Staatsmeisterschaft von São Paulo: 2009
- Copa do Brasil 2009

Schachtar Donezk
- Premjer-Liha: 2011/12, 2013/14, 2016/17, 2017/18, 2018/19
- Ukrainischer Fußballpokal: 2011/12, 2015/16, 2016/17, 2017/18, 2018/19
- Ukrainischer Fußball-Supercup: 2012, 2014, 2015, 2017

Nationalmannschaft
- U-20-Fußball-Südamerikameisterschaft: 2009